# アグラウロス

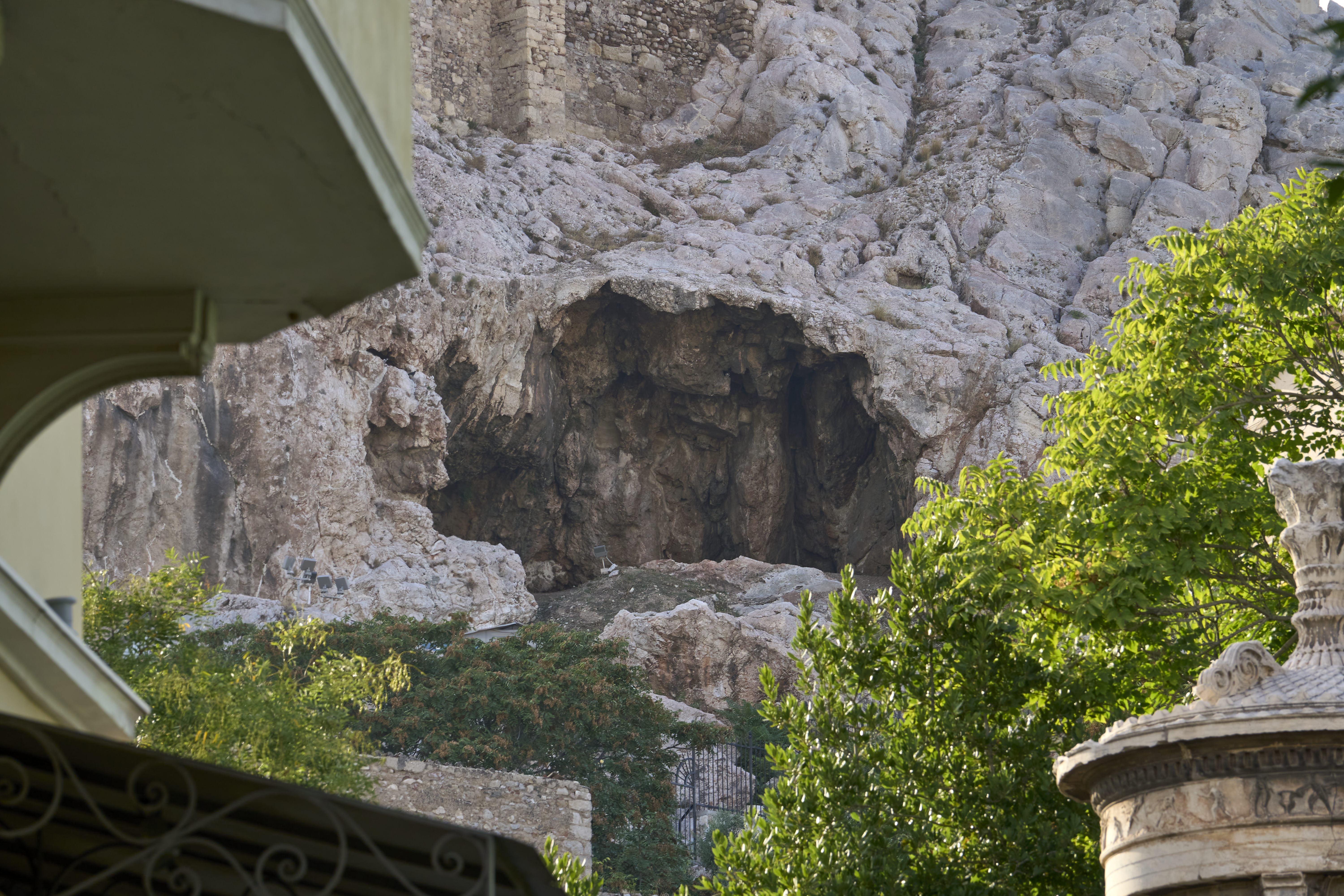
ケクロプスの娘アグラウロスの聖域アグラウリオンがあったとされるアクロポリス北西の洞窟。

アグラウロス （古希: Ἄγλαυρος, Aglauros / 古希: Ἄγραυρος, Agrauros） は、ギリシア神話の女性である。主に、
- アクタイオスの娘
- ケクロプスの娘
- エレクテウスの娘

の3名が知られている。以下に説明する。

## アクタイオスの娘
このアグラウロスは、アクタイオスの娘で、アテーナイの初代の王ケクロプスの妻である。ケクロプスとの間にエリュシクトーン、アグラウロス（下記）、ヘルセー、パンドロソスを生んだ。

## ケクロプスの娘

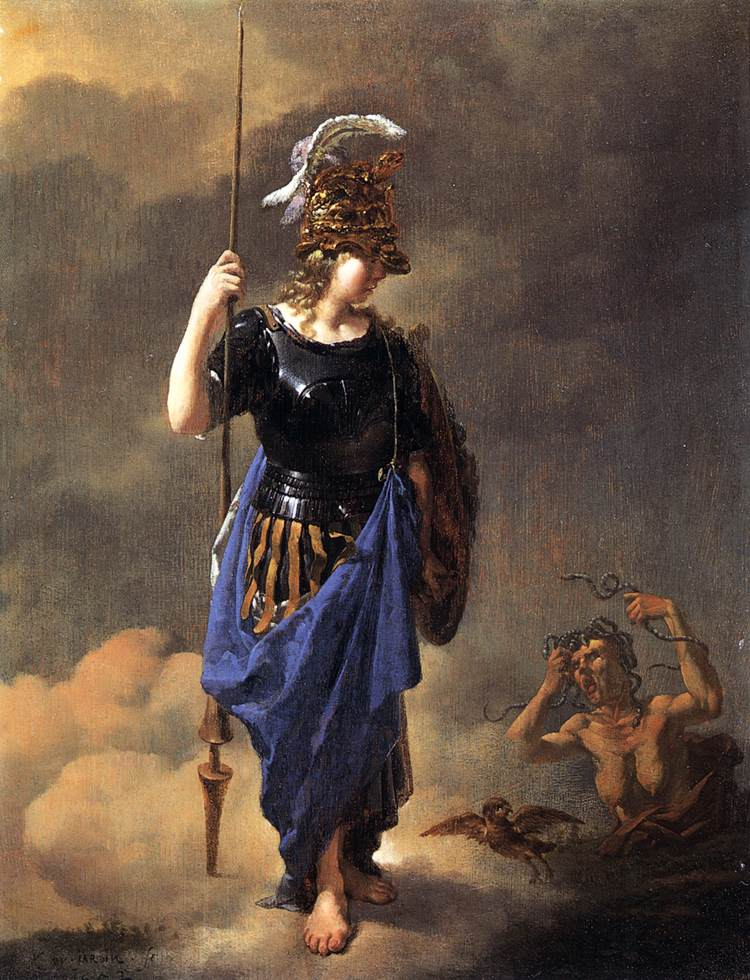
カレル・デュジャルダンの絵画『嫉妬を訪問するパラス・アテナ』。1652年。ウィーン美術アカデミー所蔵。

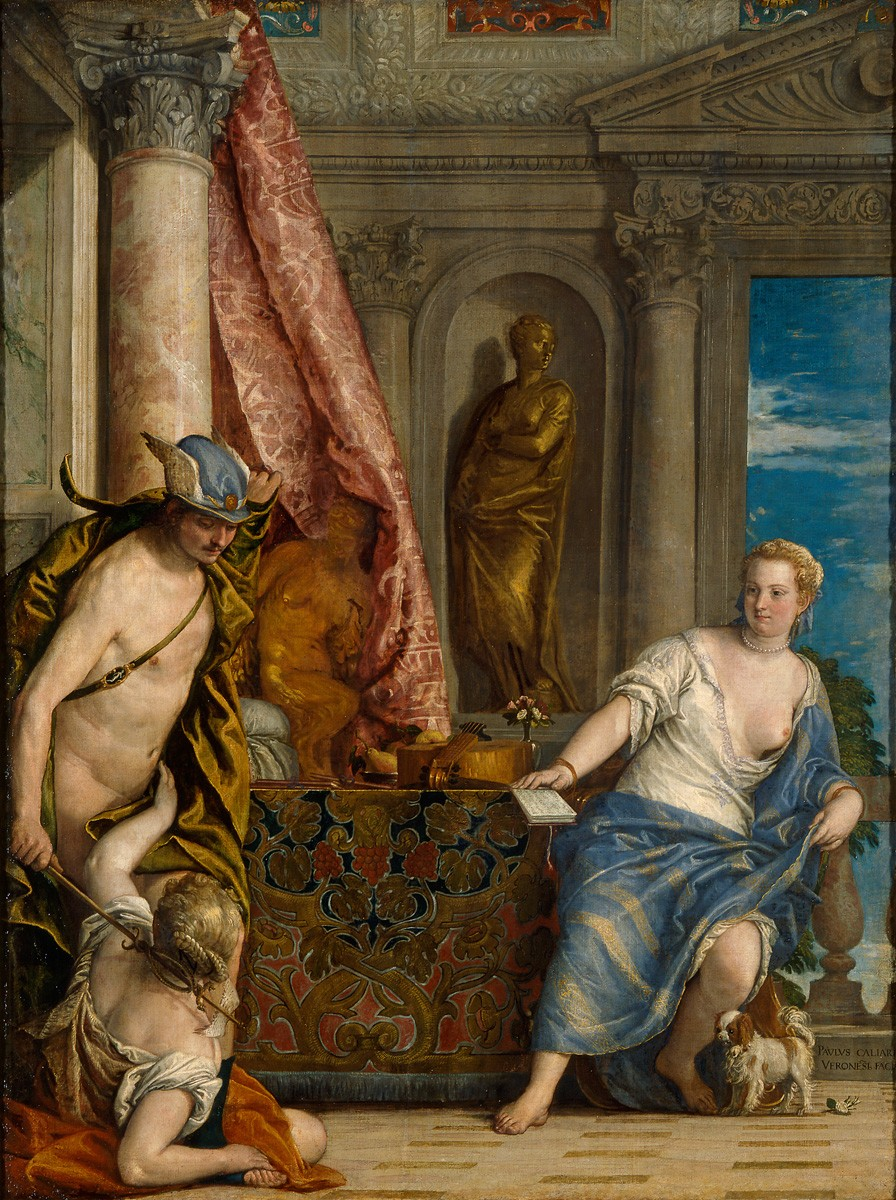
パオロ・ヴェロネーゼ『ヘルメスとヘルセ、アグラウロス』1576年-1584年。フィッツウィリアム美術館所蔵。

このアグラウロスは、アテーナイ王ケクロプスの娘で、エリュシクトーン、ヘルセー、パンドロソスと兄弟である。アグラウロスはアレースとの間にアルキッペーを、また一説にヘルメースとの間にケーリュクスを生んだ。
神話によればアグラウロスとその姉妹たちはアテーナーから中を見ることを禁じられたうえで、赤子のエリクトニオスの入った箱を預かった。アポロドーロスによれば預かったのはパンドロソスとなっている。しかしアグラウロスとヘルセーは好奇心を押さえることができずに箱を開いて見てしまい、エリクトニオスを守っていた蛇に殺されたとも、アテーナーの怒りに触れて気が狂い、アクロポリスから身を投げたともいわれる。またあるいは3人で中を見たがそのことをカラスがアテーナーに知らせ、3人は気を狂わされて海に身を投げたともいわれる。
オウィディウスによれば、ヘルセーとパンドロソスはアテーナーの言いつけ通りに預かっていたが、アグラウロスは姉妹たちを臆病者と笑いながら中身を見たため、見張っていたカラスはそのことをアテーナーに知らせた。後にヘルメースがヘルセーに恋をして訪ねて来たとき、アグラウロスは恋の仲立ちをすると言って黄金をせしめ、ヘルメースを追い返した。それを知ったアテーナーは「嫉妬」に命じてアグラウロスの心にヘルセーに対する嫉妬を起させた。このためアグラウロスは悩み苦しみ、ヘルメースが再びやってきたときにヘルセーの部屋の扉の前に座り込んで神を入らせまいとした。怒ったヘルメースはアグラウロスを石像に変えたが、その石像は嫉妬心のために黒色であったという。
なお、アテーナイのアクロポリスにはアグラウロスの聖苑（アグラウリオン）があって、ペルシア戦争のさい、ペルシア軍はこの付近からアクロポリスに登り、神託を誤解してテミストクレースに従わずにアクロポリスに立てこもっていたアテーナイ人を皆殺しにした。

## エレクテウスの娘
このアグラウロスは、アテーナイ王エレクテウスの娘で、エレクテウスは自分の娘プロクリスと近親相姦の結果アグラウロスをもうけたという。